# Brani musicali di "Weird Al" Yankovic
Questa è la lista di tutti i brani musicali del cantante statunitense "Weird Al" Yankovic in ordine alfabetico.

## Canzoni
| Titolo                                                      | Incisione e Anno | Note |
| ----------------------------------------------------------- | --- | --- |
| Aardvark                                                    | Peter and the Wolf (1988) | Originale. |
| Achy Breaky Song                                            | Alapalooza (1993) Permanent Record:Al in the Box (1994) Greatest Hits Volume II (1994)                                                                 | Parodia di Achy Breaky Heart di Billy Ray Cyrus.                                                                    |
| Addicted to Spuds                                           | Polka Party! (1986) "Weird Al" Yankovic's Greatest Hits (1988) The Food Album (1993) Permanent Record:Al in the Box (1994)                             | Parodia di Addicted to Love di Robert Palmer.                                                                       |
| Airline Amy                                                 | Off the Deep End (1992) | Originale. |
| Albuquerque                                                 | Running with Scissors (1999) | Originale. |
| Alimony                                                     | Even Worse (1988) Permanent Record:Al in the Box (1994)                                                                                                | Parodia di Mony Mony di Billy Idol.                                                                                 |
| Alligator                                                   | Peter and the Wolf (1988) | Originale. |
| The Alternative Polka                                       | Bad Hair Day (1996) | Una polka medley.                                                                                                   |
| Amish Paradise                                              | Bad Hair Day (1996) | Parodia di Gangsta's Paradise di Coolio.                                                                            |
| Amoeba                                                      | Peter and the Wolf (1988) | Originale. |
| Angry White Boy Polka                                       | Poodle Hat (2003) | Una polka medley.                                                                                                   |
| Another One Rides the Bus'                                  | "Weird Al" Yankovic (1983) | Parodia di Another One Bites the Dust dei Queen.                                                                    |
| 'Attack of the Radioactive Hamsters from a Planet near Mars | UHF-Original Motion Picture Soundtrack and Other Stuff (1989)                                                                                          | Originale. |
| Bedrock Anthem                                              | Alapalooza (1993) Permanent Record:Al in the Box (1994) Greatest Hits Volume II (1994) The TV Album (1995)                                             | Parodia di Under the Bridge e di Give It Away dei Red Hot Chili Peppers.                                            |
| The Biggest Ball of Twine in Minnesota                      | UHF-Original Motion Picture Soundtrack and Other Stuff (1989) Permanent Record:Al in the Box (1994)                                                    | Originale, nello stile di Harry Chapin e Gordon Lightfoot.                                                          |
| Bite Me                                                     | Off the Deep End (1992) | Ispirata alla traccia a sorpresa dell'album Nevermind.                                                              |
| Bob                                                         | Poodle Hat (2003) | Originale, nello stile di Bob Dylan.                                                                                |
| Bohemian Polka                                              | Alapalooza (1993) | Cover di Bohemian Rhapsody dei Queen.                                                                               |
| The Brudy Brunch                                            | "Weird Al" Yankovic (1983) The TV Album (1995) | Parodia di The Safety Dance dei Men Without Hats.                                                                   |
| Brain Freeze                                                | In un episodio dei Simpson (2008) | Parodia della fittizia canzone Shave Me.                                                                            |
| Buckingham Blues                                            | "Weird Al" Yankovic (1983) Permanent Record:Al in the Box (1994)                                                                                       | Originale, nello stile di John Mellencamp                                                                           |
| Buy Me a Condo                                              | "Weird Al" Yankovic (1983) Permanent Record:Al in the Box (1994)                                                                                       | Originale, nello stile di Bob Marley.                                                                               |
| Cable TV                                                    | Dare to Be Stupid (1985) The TV Album (1995) | Originale, nello stile di Randy Newman.                                                                             |
| Callin' in Sick                                             | Bad Hair Day (1996) | Parodia di stile dei Nirvana.                                                                                       |
| Canadian Idiot                                              | Straight Outta Lynwood (2006) | Parodia di American Idiot dei Green Day.                                                                            |
| Cavity Search                                               | Bad Hair Day (1996) | Parodia di Hold Me, Thrill Me, Kiss Me, Kill Me degli U2.                                                           |
| The Check's in the Mail                                     | "Weird Al" Yankovic (1983) | Originale. |
| Christmas at Ground Zero                                    | Polka Party! (1986) | Originale. |
| Close But No Cigar                                          | Straight Outta Lynwood (2006) | Originale, nello stile dei Cake.                                                                                    |
| CNR                                                         | Internet Leaks (2009) | Originale, nello stile degli White Stripes.                                                                         |
| Cockroaches                                                 | Peter and the Wolf (1988) | Originale. |
| A Complicated Song                                          | Poodle Hat (2003) | Parodia di Complicated di Avril Lavigne.                                                                            |
| Confessions Part III                                        | Straight Outta Lynwood (2006) | Parodia di Confessions Part II di Usher.                                                                            |
| Couch Potato                                                | Poodle Hat (2003) | Parodia di Lose Yourself di Eminem.                                                                                 |
| Craigslist                                                  | Internet Leaks (2009) | Originale, nello stile dei Doors.                                                                                   |
| Dare to Be Stupid                                           | Dare to Be Stupid (1985) "Weird Al" Yankovic's Greatest Hits (1989) Permanent Record:Al in the Box (1994)                                              | Originale, nello stile dei Devo.                                                                                    |
| Do I Creep You Out                                          | Straight Outta Lynwood (2006) | Parodia di Do I Make You Proud di Taylor Hicks.                                                                     |
| Dog Eat Dog                                                 | Polka Party! (1986) Permanent Record:Al in the Box (1994)                                                                                              | Originale, nello stile dei Talking Heads.                                                                           |
| Don't Download This Song                                    | Straight Outta Lynwood (2006) | Originale, ispirata alle canzoni gospel.                                                                            |
| Don't Wear Those Shoes                                      | Polka Party! (1986) | Originale. |
| Eat It                                                      | "Weird Al" Yankovic in 3-D (1984) "Weird Al" Yankovic's Greatest Hits (1989) The Food Album (1993) Permanent Record:Al in the Box (1994)               | Parodia di Beat It di Michael Jackson.                                                                              |
| eBay                                                        | Poodle Hat (2003) | Parodia di I Want It That Way dei Backstreet Boys.                                                                  |
| Everything You Know Is Wrong                                | Bad Hair Day (1996) | Originale, nello stile dei They Might Be Giants.                                                                    |
| Fat                                                         | Even Worse (1988) "Weird Al" Yankovic's Greatest Hits (1989) The Food Album (1993) Permanent Record:Al in the Box (1994)                               | Parodia di Bad di Michael Jackson.                                                                                  |
| Finale                                                      | Peter and the Wolf (1988) | Originale. |
| Frank's 2000 TV                                             | Alapalooza (1993) Permanent Record:Al in the Box (1994) The TV Album (1995)                                                                            | Originale, nello stile dei R.E.M..                                                                                  |
| Fun Zone                                                    | UHF-Original Motion Picture Soundtrack and Other Stuff (1989)                                                                                          | Originale. |
| Gandhi II                                                   | UHF-Original Motion Picture Soundtrack and Other Stuff (1989)                                                                                          | Originale. |
| Generic Blues                                               | UHF-Original Motion Picture Soundtrack and Other Stuff (1989) Permanent Record:Al in the Box (1994)                                                    | Originale. |
| Genius in France                                            | Poodle Hat (2003) | Originale, nello stile di Frank Zappa.                                                                              |
| George of the Jungle                                        | Dare to Be Stupid (1985) | Cover della sigla del cartone George della giungla.                                                                 |
| Germs                                                       | Running with Scissors (1999) | Originale, nello stile dei Nine Inch Nails.                                                                         |
| Girls Just Want To Have Lunch                               | Dare to Be Stupid (1985) | Parodia di Girls Just Want To Have Fun di Cyndi Lauper.                                                             |
| Good Enough For Now                                         | Polka Party! (1986) | Originale. |
| Good Old Days                                               | Even Worse (1988) Permanent Record:Al in the Box (1994)                                                                                                | Originale, nello stile di James Taylor.                                                                             |
| Gotta Boogie                                                | "Weird Al" Yankovic (1983) | Originale. |
| Grapefruit Diet                                             | Running with Scissors (1999) | Parodia di Zoot Suit Riot dei Cherry Poppin' Daddies.                                                               |
| Gump                                                        | Bad Hair Day (1996) | Parodia di Lump dei The Presidents of the United States of America.                                                 |
| Happy Birthday                                              | "Weird Al" Yankovic (1983) Permanent Record:Al in the Box (1994)                                                                                       | Originale, nello stile di Tonio K.                                                                                  |
| Hardware Store                                              | Poodle Hat (2003) | Originale. |
| Harvey the Wonder Hamster                                   | Alapalooza (1993) Permanent Record:Al in the Box (1994)                                                                                                | Originale. |
| Headline News                                               | Permanent Record:Al in the Box (1994) Greatest Hits Volume II (1994)                                                                                   | Parodia di Mmm Mmm Mmm Mmm dei Crash Test Dummies.                                                                  |
| Here's Johnny                                               | Polka Party! (1986) Permanent Record:Al in the Box (1994) The TV Album (1995)                                                                          | Parodia di Who's Johnny? di El DeBarge.                                                                             |
| Homer and Marge                                             | In un episodio dei Simpson | Parodia di Jack and Diane di John Mellencamp                                                                        |
| Hooked on Polkas                                            | Dare to Be Stupid (1985) Permanent Record:Al in the Box (1994)                                                                                         | Una polka medley.                                                                                                   |
| The Hot Rocks Polka                                         | UHF-Original Motion Picture Soundtrack and Other Stuff (1989)                                                                                          | Una polka medley.                                                                                                   |
| Hummingbirds                                                | Peter and the Wolf | Originale. |
| I Can't Watch This                                          | Off the Deep End (1992) Permanent Record:Al in the Box (1994) The TV Album (1995)                                                                      | Parodia di U Can't Touch This di MC Hammer.                                                                         |
| I Lost on Jeopardy                                          | "Weird Al" Yankovic in 3-D (1984) "Weird Al" Yankovic's Greatest Hits (1989) Permanent Record:Al in the Box (1994) The TV Album (1995)                 | Parodia di Our Love's in Jeopardy di Greg Kihn.                                                                     |
| I Love Rocky Road                                           | "Weird Al" Yankovic (1983) The Food Album (1993) Permanent Record:Al in the Box (1994)                                                                 | Parodia di I Love Rock 'n' Roll di Joan Jett.                                                                       |
| I Remember Larry                                            | Bad Hair Day (1996) | Originale. |
| I Think I'm a Clone Now                                     | Even Worse (1988) Permanent Record:Al in the Box (1994)                                                                                                | Parodia di I Think We're Alone Now, di Tiffany, brano originariamente interpretato da Tommy James and the Shondells |
| I Want a New Duck                                           | Dare to Be Stupid (1985) Permanent Record:Al in the Box (1994)                                                                                         | Parodia di I Want a New Drug di Huey Lewis and the News.                                                            |
| I Was Only Kidding                                          | Off the Deep End (1992) | Originale. |
| Iguana                                                      | Peter and the Wolf (1988) | Originale. |
| I'll Be Mellow When I'm Dead                                | "Weird Al" Yankovic (1983) | Originale. |
| I'll Sue Ya                                                 | Straight Outta Lynwood (2006) | Originale, nello stile dei Rage Against Machine.                                                                    |
| I'm So Sick of You                                          | Bad Hair Day (1996) | Originale, nello stile di Elvis Costello.                                                                           |
| Introduction (Carnival of the Animals, Part 2)              | Peter and the Wolf (1988) | Originale. |
| Introduction (Peter and the Wolf)                           | Peter and the Wolf (1988) | Parodia di Pierino e il lupo di Sergei Prokofiev.                                                                   |
| Isle Thing                                                  | UHF-Original Motion Picture Soundtrack and Other Stuff (1989)                                                                                          | Parodia di Wild Thing di Tone Lōc.                                                                                  |
| It's All About the Pentiums                                 | Running with Scissors (1999) | Parodia di It's All About the Benjamins di Puff Daddy                                                               |
| Jerry Springer                                              | Running with Scissors (1999) | Parodia di One Week dei Barenaked Ladies.                                                                           |
| Jurassic Park                                               | Alapalooza (1993) Permanent Record:Al in the Box (1994) Greatest Hits Volume II (1994)                                                                 | Parodia di MacArthur Park di Richard Harris.                                                                        |
| King of Suede                                               | "Weird Al" Yankovic in 3-D (1984) Permanent Record:Al in the Box (1994)                                                                                | Parodia di King of Pain dei The Police.                                                                             |
| Lasagna                                                     | Even Worse (1988) "Weird Al" Yankovic's Greatest Hits (1988) The Food Album (1993) Permanent Record:Al in the Box (1994)                               | Parodia di La Bamba dei Los Lobos.                                                                                  |
| Let Me Be Your Hog                                          | UHF-Original Motion Picture Soundtrack and Other Stuff (1989)                                                                                          | Originale. |
| Like a Surgeon                                              | Dare to Be Stupid (1985) "Weird Al" Yankovic's Greatest Hits (1988) Permanent Record:Al in the Box (1994)                                              | Parodia di Like a Virgin di Madonna.                                                                                |
| Livin' in the Fridge                                        | Alapalooza (1993) Permanent Record:Al in the Box (1994)                                                                                                | Parodia di Livin' on the Edge degli Aerosmith.                                                                      |
| Living with a Hernia                                        | Polka Party! (1986) "Weird Al" Yankovic's Greatest Hits (1988) Permanent Record:Al in the Box (1994)                                                   | Parodia di Living in America di James Brown.                                                                        |
| Melanie                                                     | Even Worse (1988) Permanent Record:Al in the Box (1994)                                                                                                | Originale. |
| Midnight Star                                               | "Weird Al" Yankovic in 3-D (1984) Permanent Record:Al in the Box (1994)                                                                                | Originale, nello stile di Bruce Springsteen.                                                                        |
| Money for Nothing/Beverly Hillbillies                       | UHF-Original Motion Picture Soundtrack and Other Stuff (1989) Permanent Record:Al in the Box (1994) The TV Album (1995)                                | Parodia di Money for Nothing dei Dire Straits.                                                                      |
| Mr. Frump in the Iron Lung                                  | "Weird Al" Yankovic (1983) | Originale. |
| Mr. Popeil                                                  | "Weird Al" Yankovic in 3-D (1984) Permanent Record:Al in the Box (1994)                                                                                | Originale, nello stile dei The B-52's.                                                                              |
| My Baby's In Love With Eddie Vedder                         | Running with Scissors (1999) | Originale. |
| My Bologna                                                  | "Weird Al" Yankovic (1983) The Food Album (1993) Permanent Record:Al in the Box (1994)                                                                 | Parodia di My Sharona dei The Knack.                                                                                |
| Nature Trail to Hell                                        | "Weird Al" Yankovic in 3-D (1984) | Originale. |
| The Night Santa Went Crazy                                  | Bad Hair Day (1996) | Originale, nello stile dei Soul Asylum.                                                                             |
| Ode to a Superhero                                          | Poodle Hat (2003) | Parodia di Piano Man di Billy Joel.                                                                                 |
| One of Those Days                                           | Polka Party! (1986) | Originale. |
| One More Minute                                             | Dare to Be Stupid (1985) "Weird Al" Yankovic's Greatest Hits (1988) Permanent Record:Al in the Box (1994)                                              | Originale, nello stile del doo-woop.                                                                                |
| Pancreas                                                    | Straight Outta Lynwood (2006) | Originale, nello stile di Brian Wilson.                                                                             |
| Party at the Leper Colony                                   | Poodle Hat (2003) | Originale, nello stile di Kenny Loggins.                                                                            |
| Peter and the Wolf                                          | Peter and the Wolf (1988) | Parodia di Pierino e il lupo di Sergei Prokofiev.                                                                   |
| Phony Calls                                                 | Bad Hair Day (1996) | Parodia di Waterfalls delle TLC.                                                                                    |
| Pigeons                                                     | Peter and the Wolf (1988) | Originale. |
| The Plumbing Song                                           | Off the Deep End (1992) | Parodia di Baby Don't Forget My Number dei Milli Vanilli.                                                           |
| Polka Party!                                                | Polka Party! (1986) | Una polka meldey.                                                                                                   |
| Polka Power                                                 | Running with Scissors (1999) | Una polka medley.                                                                                                   |
| Polka Your Eyes Out                                         | Off the Deep End (1992) Permanent Record:Al in the Box (1994)                                                                                          | Una polka medley.                                                                                                   |
| Polkarama!                                                  | Straight Outta Lynwood (2006) | Una polka medley.                                                                                                   |
| Polkas On 45                                                | "Weird Al" Yankovic (1983) Permanent Record:Al in the Box (1994)                                                                                       | Una polka medley.                                                                                                   |
| Poodle'                                                     | Peter and the Wolf (1988) | Originale. |
| Pretty Fly for a Rabbi                                      | Running with Scissors (1999) | Parodia di Pretty Fly (for a White Guy) dei The Offspring.                                                          |
| Ricky                                                       | "Weird Al" Yankovic (1983) "Weird Al" Yankovic's Greatest Hits (1988) Permanent Record:Al in the Box (1994) The TV Album (1995)                        | Parodia di Mickey di Toni Basil.                                                                                    |
| Ringtone                                                    | Internet Leaks (2009) | Originale, nello stile dei Queen.                                                                                   |
| The Saga Begins                                             | Running with Scissors (1999) | Parodia di American Pie di Don McLean.                                                                              |
| Shark                                                       | Peter and the Wolf (1988) | Originale. |
| She Drives Like Crazy                                       | UHF-Original Motion Picture Soundtrack and Other Stuff (1989)                                                                                          | Parodia di She Drive Me Crazy dei Fine Young Cannibals.                                                             |
| She Never Told Me She Was a Mime                            | Alapalooza (1993) | Originale. |
| Since You've Been Gone                                      | Bad Hair Day (1996) | Originale, nello stile del doo-woop.                                                                                |
| Skipper Dan                                                 | Internet Leaks (2009) | Originale, nello stile dell'alternative rock.                                                                       |
| Slime Creatures from Outer Space                            | Dare to Be Stupid (1985) | Originale, nello stile di Thomas Dolby.                                                                             |
| Smells Like Nirvana                                         | Off the Deep End (1992) Permanent Record:Al in the Box (1994) Greatest Hits Volume II (1994)                                                           | Parodia di Smells Like Teen Spirit dei Nirvana.                                                                     |
| Snails                                                      | Peter and the Wolf (1988) | Originale. |
| Spam                                                        | UHF-Original Motion Picture Soundtrack and Other Stuff (1989) The Food Album (1993) Permanent Record:Al in the Box (1994)                              | Parodia di Stand dei R.E.M..                                                                                        |
| Spatula City                                                | UHF-Original Motion Picture Soundtrack and Other Stuff (1989)                                                                                          | Originale. |
| Stop Draggin' My Car Around                                 | "Weird Al" Yankovic (1983) | Parodia di Stop Draggin' My Heart Around di Stevie Nicks.                                                           |
| Stuck in a Closet with Vanna White                          | Even Worse (1988) | Originale. |
| Such a Groovy Guy                                           | "Weird Al" Yankovic | Originale. |
| Syndacated Inc.                                             | Bad Hair Day (1996) | Parodia di Misery dei Soul Asylum.                                                                                  |
| Taco Grande                                                 | Off the Deep End (1992) The Food Album (1993) Permanent Record:Al in the Box (1994)                                                                    | Parodia di Rico Suave di Gerardo.                                                                                   |
| Talk Soup                                                   | Alapalooza (1993) | Originale, nello stile di Don Henley.                                                                               |
| That Boy Could Dance                                        | "Weird Al" Yankovic in 3-D (1984) | Originale. |
| Theme from Rocky XIII (The Rye or the Kaiser)               | "Weird Al" Yankovic in 3-D (1984) The Food Album (1993)                                                                                                | Parodia di Eye of the Tiger dei Survivor.                                                                           |
| This Is the Life                                            | Dare to Be Stupid (1985) Permanent Record:Al in the Box (1994)                                                                                         | Originale. |
| (This Song's Just) Six Words Long                           | Even Worse (1988) | Parodia di Got My Mind Set on You di George Harrison.                                                               |
| Toothless People                                            | Polka Party! (1986) | Parodia di Ruthless People di Mick Jagger.                                                                          |
| Traffic Jam                                                 | Alapalooza (1993) | Originale, nello stile di Prince.                                                                                   |
| Trapped in the Drive-Thru                                   | Straight Outta Lynwood (2006) | Parodia di Trapped in the Closet di R. Kelly.                                                                       |
| Trash Day                                                   | Poodle Hat (2003) | Parodia di Hot in Herre.                                                                                            |
| Trigger Happy                                               | Off the Deep End (1992) Permanent Record:Al in the Box (1994)                                                                                          | Originale, nello stile dei The Beach Boys.                                                                          |
| Truck Drivin' Song                                          | Running with Scissors (1999) | Originale, nello stile di C.W.McCall.                                                                               |
| Twister                                                     | Even Worse (1988) | Originale, nello stile dei Beastie Boys.                                                                            |
| UHF                                                         | UHF-Original Motion Picture Soundtrack and Other Stuff (1989) Permanent Record:Al in the Box (1994) Greatest Hits Volume II (1994) The TV Album (1995) | Originale. |
| Unicorn                                                     | Peter and the Wolf (1988) | Originale. |
| Velvet Elvis                                                | Even Worse (1988) | Originale, nello stile dei The Police.                                                                              |
| 'Virus Allert                                               | Straight Outta Lynwood (2006) | Originale, nello stile degli Sparks.                                                                                |
| Vulture                                                     | Peter and the Wolf | Originale. |
| Waffle King                                                 | Alapalooza (1993) | Originale, nello stile di Peter Gabriel.                                                                            |
| Wanna B Ur Lovr                                             | Poodle Hat (2003) | Originale, nello stile di Beck e Prince.                                                                            |
| Weasel Stomping Day                                         | Straight Outta Lynwood (2006) | Originale. |
| The Weird Al Show Theme                                     | The Weird Al Show (1997) Running with Scissors (1999)                                                                                                  | Originale. |
| Whatever You Like                                           | Internet Leaks (2009) | Parodia di Whatever You Like di T.I..                                                                               |
| When I Was Your Age                                         | Off the Deep End (1992) Permanent Record:Al in the Box (1994)                                                                                          | Originale. |
| White & Nerdy                                               | Straight Outta Lynwood (2006) | Parodia di Ridin' di Chamillionaire.                                                                                |
| The White Stuff                                             | Off the Deep End (1992) Permanent Record:Al in the Box (1994)                                                                                          | Parodia di You Got It (The Right Stuff) dei New Kids on the Block.                                                  |
| Why Does This Always Happen to Me                           | Poodle Hat (2003) | Originale, nello stile di Ben Folds.                                                                                |
| Yoda                                                        | "Weird Al" Yankovic in 3-D (1984) Permanent Record:Al in the Box (1994) Greatest Hits Volume II (1994)                                                 | Parodia di Lola dei The Kinks.                                                                                      |
| You Don't Love Me Anymore                                   | Off the Deep End (1992) Permanent Record:Al in the Box (1994)                                                                                          | Originale, nello stile di James Taylor.                                                                             |
| You Make Me                                                 | Even Worse (1988) Permanent Record:Al in the Box (1994)                                                                                                | Originale, nello stile dei Oingo Boingo.                                                                            |
| Young, Dumb & Ugly                                          | Alapalooza (1993) | Originale, nello stile degli AC/DC.                                                                                 |
| Your Horoscope for Today                                    | Running with Scissors (1999) | Originale, nello stile dello ska.                                                                                   |

## Altre canzoni

### Altre canzoni pubblicate
- 93Q Station I.D. (I Guess That's Why They Call It The Zoo) - 93Q Morning Zoo Greatest Hits Volume One
- Babalu Music - Babalu Music
- Baby Likes Burping - Dr. Demento's Basement Tapes No. 11
- The Ballad Of Kent Marlow - Safety Patrol (film)
- I Need A Nap (in duetto con Kate Winslet) - Dog Train
- It's Still Billy Joel To Me - Dr. Demento's Basament No. 5
- Pacman - Dr. Demento's Basament No. 4
- Polkamon - Colonna sonora del film Pokémon 2 - La forza di uno
- School Cafeteria - Dr. Demento's Basament No. 7 & il singolo My Bologna
- Spy Hard
- Take Me Down - Dr. Demento's Basament No. 8
- The Yoda Chant - "Weird Al" Yankovic Live!
- You Don't Take Your Showers - Dr. Demento's Basament No. 14

### Canzoni del The Weird Al Show
- The All Mailbag Theme Song
- Cheese
- Gonna Open The Door
- I Turned You Into A Freak
- The Kitty Song
- Lousy Haircut (parodia di FireStarter dei The Prodigy)
- Water Is Wet

## Canzoni non pubblicate
(Canzoni che Yankovic ha scritto e cantato, ma che non ha potuto pubblicare).
- 12th Street Rag
- 1999
- Aaaaahhhhh
- Accordion Burning
- Accordion Tuning
- Adams Family Theme
- Albuquerque (versione "sporca")
- Al-In-The-Box
- Al's Mailbag Accordion Fanfare
- Al's Rug Song
- Airport Song
- A Matter Of Crust (parodia di A Matter of Trust di Billy Joel)
- AMA Squeeze
- Amanda Polka
- American Slob
- Amish Paradise (Unplugged Version)
- Anniversary Song (Dr. Demento 15th Anniversary Special) di "Weird Al" e Barnes & Barnes
- Another One Rides the Dust
- Aqualung
- Audience Inspiration Song
- Auld Lang Syne
- Avocado (parodia di Desperado degli Eagles)
- Babe
- Belvedere Cruising
- Beverly Hillbillies/Miss You
- Burger King (parodia di Sister Christian dei Night Ranger)
- Chicken Pot Pie (parodia di Live and Let Die di Paul McCartney)
- Close To You
- Doctor Doctor (parodia di Doctor! Doctor! dei Thompson Twins)
- Don't You Forget About Meat (parodia di Don't You (Forget About Me) dei Simple Minds)
- Dueling Accordions
- Fast Food (parodia di Thank U di Alanis Morissette)
- Fatter (parodia di Shattered dei The Rolling Stones)
- Feel Like Throwing Up (parodia di Feel Like Making Love dei Bad Company)
- Flatbush Avenue (parodia di Electric Avenue di Eddy Grant)
- Free Delivery (parodia di My Heart Will Go On di Céline Dion)
- Glee I'm A Nerd (parodia di Free as a Bird dei The Beatles)
- Gravy On You (parodia di Crazy on You delle Heart)
- Green Eggs & Ham (parodia di Numb degli U2)
- Hot Beets (parodia di Heartbeat di Buddy Holly)
- House of The Sesame Seed Bun (parodia di House of the Rising Sun)
- If I Could Make Love To A Bootle (parodia di Time in a Bottle di Jim Croce)
- I'm In Love With The Skipper (parodia di I'm N Luv (Wit a Stripper) di T-Pain)
- I'm Stupid Blues
- It's A Gas
- Last Train To Clarksville
- Laundry Day (parodia di Come Out And Play dei The Offspring)
- Love Me Two Times
- Make Me Steak #3 (parodia di Mistake#3 di Boy George)
- Moldy Now (parodia di Hold Me Now dei Thompson Twins)
- More Than A Filling (parodia di More Than a Feeling dei Boston)
- Mr. Frump in the Iron Lung (Demo)
- Nobody Here But Us Frogs
- Orgy On My Own
- Ode To Joe Franklin
- Polka Patterns
- Purple Haze
- Rocky Road Hoochie Koo
- School Cafeteria (Demo)
- School's Out
- Snack All Night (parodia di Black or White di Michael Jackson)
- Shaving Cream (feat. Dr. Demento)
- Smoke on the Water
- Sometimes You Feel Like A Nut (parodia di Suddenly Last Summer dei The Motels)
- Spameater (parodia di Maneater dei Hall & Oates)
- Stop Draggin' My Car Around (Demo)
- Sweet Home Alabama
- Take Me To The Liver (parodia di Take Me to the River dei Talking Heads)
- Take Me L Out Of Liver (parodia di Take Me L Out Of Lover dei The Motels)
- Theme From Home Improvement (parodia di I'll Be There For You dei The Rambrandts)
- We All Have Cell Phones, So C'mon Let's Get Real (basata su una falsa intervista su Al TV a Michael Stipe)
- We Got The Beef (parodia di We Got The Beat dei The Go-Go's)
- We Won't Eat Another Hero (parodia di We Don't Need Another Hero di Tina Turner)
- Whole Lotta Love
- Wipeout
- Won't Eat Prunes Again (parodia di Won't Get Fooled Again dei The Who)
- You're Pitiful
- You Light Up My Life (versione punk)
- Una polka medley suonata nel 1982
- Una versione più estesa di Polkas on 45